# Массовое убийство в Университете Северного Иллинойса
Массовое убийство в Университете Северного Иллинойса — событие, произошедшее 14 февраля 2008 года в городе Де-Калб, США.

## Стрельба
Приблизительно в 15:03 по местному времени молодой белый мужчина  в чёрной одежде, вооружённый тремя пистолетами и одним дробовиком, зашёл в одну из аудиторий корпуса Коул-холл, где шла лекция, и находилось от 150 до 200 человек, и открыл прицельную стрельбу по студентам, стреляя в голову.
В результате стрельбы пострадали 24 человека (включая застрелившегося нападавшего). На месте были убиты три человека, двое скончались в больнице в тот же день; 18 ранены, некоторые из которых — тяжело. Злоумышленник сделал 48 выстрелов из пистолетов и ещё 6 из дробовика, в итоге 54 выстрела.
После приезда полиции стрелявший покончил с собой. Позже было объявлено имя преступника — Стив Казмерчак (англ. Steve Kazmierczak), американец польского происхождения, бывший студент Университета Северного Иллинойса.
После этих событий занятия 15 февраля были отменены во всём университете.